# Clinopodium discolor
Clinopodium discolor — вид квіткових рослин з родини глухокропивових (Lamiaceae).

## Біоморфологічна характеристика
Стебла 20–40 см, дрібно смугасті, сіро запушені. Кореневища тонкі. Листки: ніжки 5–20 мм; листова пластинка вузько-яйцеподібна, (15)20–50 × (8)15–30 мм, ± плівчаста, рідко тонко-волосиста, основа клинувато-загострена чи заокруглена, край 3–8-пилчастий чи городчасто-пилчастий, верхівка тупа чи гостра. Чашечка вузько-трубчаста, злегка зігнута, ≈ 1 см, залозиста, біло щетиниста вздовж жилок, горло розріджено щетинисте, іноді з пурпурно-червоним відтінком; зубці остисті, верхні 3 зігнуті, трикутні, нижні 2 прямі, шилоподібні. Віночок трояндовий з пурпурними плямами, 15–20 мм, запушений; ширина трубки ≈ 1.5 мм біля основи, до 5 мм у горлі. Горішки темно-коричневі, кулясто-яйцеподібні, ≈ 1.2 мм в діаметрі, гладкі. Період цвітіння: серпень — вересень; період плодоношення: вересень і жовтень.

## Поширення
Ендемік Китаю, (Тибет, Юньнань).
Населяє узлісся, пустирі, ліси; на висотах 1600–3000 метрів.

## Синоніми
- Calamintha discolor Diels